# 光過敏性発作
光過敏性発作（ひかりかびんせいほっさ、英: Photosensitive epilepsy, PSE）は、視覚に飛び込んだ光刺激に対する異常反応の症状でてんかんの一形態。光刺激に対する耐性には個人差があり、その耐性が低い人が光を見た際に脳が興奮して発作を起こすとされている。
この問題が顕在化したのは、映像技術や映像コンテンツの普及と発達によって、人の視覚が人工的な強い光刺激に晒されるようになってからである。特に20世紀の中頃以降、映画・テレビ・アニメ・テレビゲームなどの光刺激が、多くの症例を引き起こしてきた。日本国内においては1997年に発生したポケモンショックがよく知られている。10Hz - 20Hz の点滅周期で起こりやすい。
これらの症状は一時期「光過敏性てんかん」と呼ばれたものの、光過敏性発作を誘引する原因には光刺激性てんかん（てんかんによる発作の一種）だけでなく、それ以外のあるいは複数の要素が関わっている可能性が指摘されている。そのため、てんかんの一種とのみ言い切ることについては疑問が持たれており、今後の研究が待たれる。

## 報告
古くは、光刺激性てんかんを採り上げた1946年 W.Grey Walterらの報告や1954年 Penfieldらの報告などがあり、日本人研究者による研究は1970年代から行われていた。
その後も、ストロボ光や視界の大部分を画面が覆ってしまう映画館での視聴、刺激的な映像が流れやすいテレビCFの視聴、などでのケースが指摘されている。テレビにおける症例は1952年のアメリカでの事例以降、日本を含め多く報告されている。また、テレビゲームによる症例も多数報告されている。
日本国外での例としては1993年にイギリスにおいて、ポットヌードル（カップラーメン）のテレビコマーシャルを見た3名が、この種の痙攣発作を起こして病院へ運ばれている。これを受けて、イギリスでは独立テレビジョン委員会およびBBCで防止のためのガイドラインを策定している。
1997年12月16日、テレビ東京と各系列局で放送されたアニメ『ポケットモンスター』の「でんのうせんしポリゴン」を見た視聴者が体調を崩す事態が発生し、700人以上が救急車で搬送される事態となり、この事件はのちにポケモンショック(「ポリゴンショック」などとも呼ばれる)として知られるようになった。また、この9か月前にNHKで放送された『YAT安心!宇宙旅行』を視聴した児童数名が病院に運ばれた例があり、「この時点で原因が判明しきちんと報道されていればこのような大規模な事態（ポケモンショック）は防げたかもしれない」と陳謝している。
その後、イギリスにおけるハーディング・テストといったガイドラインを参考に、テレビ東京は点滅の周期や色を制限したり、点滅でなくても輝度差のある縞模様などは避けるべきといったガイドラインを制定した。また、それらのアニメやゲームでは、特に幼年層を中心として映像への意識や注意の没入度が高く、画面からほとんど目をそらさず視聴するため、発作を起こす可能性のある視聴者が光刺激の発生に対し、光過敏性発作を回避することが難しいと見られている。そのため「テレビから十分に離れ、明るい場所で視聴する」よう視聴者への注意を促すことが、各国の業界におけるガイドラインで義務付けられている。日本国内ではアニメの放送時にテロップなどを表示しているが、NHKと、日テレ系の深夜アニメ、CBCなど一部を除くTBS系列では行われていない。
日本でも、ゲームメーカー各社では日本国外での光過敏性発作症例を元に1990年代前半より注意が払われていた。テレビ業界の中では、ポケモンショック以降、NHKなどの主導によって放送各局間で前記のようなガイドラインが持たれたが、その対応度合いについては局ごとに若干異なるようではある。特に、テレビ東京では、アニメの製作基準がかなり厳しくなった。一方、UHFアニメ(後述)やアニメ映画、OVAビデオアニメでは規制が緩い傾向にある。
現在ではほとんど見られなくなったが、アーケードゲーム機で映像を表示する方式に「ベクタースキャン」というタイプがあり、眼への負担が大きく、ゲームをプレイして気分を悪くする子供がいた。当時は光過敏性発作などは知られておらず、現在ではほぼ廃れた映像表示方式のためにデータは存在しないが、テレビの記者会見中継（特に生中継）で過剰なフラッシュによる点滅が起こりうる場合もある。
2007年では、映画『バベル』で菊地凛子がクラブで踊る場面で、クラブの照明が1分程度早い点滅を繰り返すシーンがあり、愛知県と三重県などの映画館で同映画を見た観客計15人が吐き気などの体調不良を訴えていたことが明らかとなった。このため、同映画を上映している映画館や配給会社では注意を促す文書を配布することとなった。近年でも、ウォルト・ディズニー・スタジオ配給映画の一部において、このリスクに関した注意喚起文が掲示される場合がある。
2015年10月にもアニメ『終物語』を見た視聴者がこの症状を発症したという意見がBPOに寄せられている。